# Kokanje
Kokanje ili kako se još naziva i tapkanje ili peljanje, stara je dječja ulična igra za koju su potrebne prije svega sličice za album. Cilj igre je preokrenuti sličice udaranjem sličica na podlozi rukama pri čemu se osvaja sličica.

## Pravila igre
Kokanje je igra koja se tehnički može igrati u beskonačno mnogo igrača, ali najčešće sudjeluju samo dva. Igra se najčešće odvija na betonu, na podu ili na nekoj povišenoj podlozi. Za igru su potrebne sličice koje se mogu lijepiti u album predviđen za te sličice. Svaki igrač mora posjedovati najmanje jednu sličicu kako bi ravnopravno sudjelovao u igri.
Na početku igre, oba igrača na podlogu stavljaju jednaku količinu sličica koje mogu biti postavljene bilo kako, ovisno o dogovoru između igrača, ali je razmak između sličica vrlo malen ili ne postoji. Sličice su okrenute tako da brojevi na poleđini budu okrenuti prema podu. Igra se zatim odvija u dvije faze:
- Odabir početnog igrača
- Kokanje

U prvoj fazi, igrači između sebe odabiru tko će prvi započeti kokati. To rade na način da zaigraju igru par - nepar ili kamen, škare i papir i onaj tko dobije, započinje s kokanjem.
Druga faza je faza same igre. Igrač koji prvi započne s kokanjem, svojom jednom ili dvjema rukama udari sličicu na tlu i tako ju pokuša preokrenuti na suprotnu stranu. Ako ju preokrene, sličica je njegova, a ako sličica ostane licem prema gore, igra se nastavlja s tom sličicom u igri i sljedeći igrač je na potezu. Udaranje sličice se, naime, zasniva na stvaranju kratkotrajnog vakuuma između ruke i sličice u trenutku udara zbog čega se sličica preokrene na suprotnu stranu. Igrač može birati kojom tehnikom će udariti sličicu (jednoručno ili dvoručno), a postoji također i niz drugih individualnih tehnika pomoću kojih se može efikasno kokati. Kada igrači završe s kokanjem, tj. kad sve sličice budu preokrenute i igrači pokupe 'plijen', završava runda i kreće sljedeća runda s istim fazama, ako naravno igrači odluče igrati sljedeću rundu. Kokanje završava ako jedan igrač ostane bez svih sličica ili ako odluči nakon nekog vremena odustati.
No, u kokanju, ovisno kako se igrači dogovore, postoje posebni potezi koji se mogu odigrati u određenim situacijama i koji mogu olakšati igru.

## Posebni potezi

### Trkac
Trkac je najčešći poseban potez koji se može dogoditi u igri. Do njega može doći ako se kokanje odvija na povišenoj podlozi i postoji mogućnost da sličica padne na pod prilikom udaranja. Dakle, ako prilikom kokanja igrač udari sličicu tako da ona odleti na pod, kažemo da je trkac i igrač mora vratiti sličicu na stol i ponovno je udariti, ovog puta jednoručno. Također je moguće da sličica nakon udaranja padne na tijelo nekog od igrača. Tada je također trkac. Trkac se može događati više puta u jednom potezu, sve dok igrač normalno ne udari sličicu. Pozitivna strana ovog poteza je da igrač može ponoviti udaranje i tako preokrenuti sličicu ako mu to prvi put nije pošlo za rukom.

### Bombica
Bombica je poseban potez koji uvelike olakšava kokanje i osigurava sigurno dobivanje sličice. Do bombice jedino može doći ako se kokanje odvija na povišenoj podlozi u odnosu na tlo. Dakle, ako tijekom kokanja igrač udari sličicu tako da ona padne na rub povišene podloge,tj. nije cijela na stolu, nego samo jedan dio sličice, protivnički igrač može reći bombica i s jednim prstom preokrenuti sličicu na suprotnu stranu, bez udaranja, što je siguran dobitak.

### Pljesak
Pljesak je ustvari posebna vrsta preokretanja sličica koja se rijetko koristi, ali može biti korisna ako su sličice jako savinute. Dakle, kada je igrač na potezu i treba udariti sličicu, on umjesto udaranja može pljesnuti na podu ispred sličice tako da se sličica preokrene. Naime, kada igrač pljesne, on stvori kratkotrajno strujanje zraka koje dolazi do sličice i uzrokuje njezino pomicanje ili preokretanje. Ta metoda vrlo teško uspijeva kada su sličice izravnate s podom, zato se jedino koristi ako su sličice dovoljno savinute.